# Kościół Matki Bożej Saletyńskiej w Krakowie
Kościół Matki Bożej Saletyńskiej – parafialny kościół rzymskokatolicki znajdujący się w Krakowie, w dzielnicy IX Łagiewniki-Borek Fałęcki przy ul. Cegielnianej 43, na osiedlu Cegielniana.

## Historia
Zakonnicy Zgromadzenia Misjonarzy Matki Bożej z La Salette pojawili się w Krakowie na os. Cegielnianym w 1980 r. Osiedle było do tamtego momentu pozbawione punktu duszpasterskiego, dlatego kard. Franciszek Macharski wysłał tam saletynów z misją ewangelizacji lokalnej wspólnoty, omijając w ten sposób niechęć władz komunistycznych wobec umieszczenia tam księży diecezjalnych. W listopadzie 1980 r. wzniesiono tymczasową kaplicę-barak, a 7 czerwca 1984 r. kard. Macharski poświęcił krzyż i plac pod budowę kościoła. Projekt świątyni w stylu postmodernistycznym wykonał krakowski architekt Witold Cęckiewicz. Budowa toczyła się ze zmiennym szczęściem. W 1985 r. wykopano fundamenty, ale w związku z toczącym wtedy Polskę kryzysem gospodarczym, rok później przerwano prace z powodu braku środków. Budowę reaktywowano dopiero w 1991 r. 1 marca 1993 r. kard. Macharski wmurował kamień węgielny w ścianę powstającej świątyni. 25 września 1999 r. kościół został konsekrowany.

## Źródła
- Historia kościoła na witrynie parafii. [dostęp 2018-10-18].